# Сыроежкин, Константин Львович
Константин Львович Сыроежкин (р. 19 июня 1956 года в г. Алма-Ата) — казахстанский политолог, востоковед, синолог. Доктор наук (1995). Почетный профессор Синьцзянского университета СУАР КНР.

## Образование
В 1981 году окончил Высшую школу КГБ СССР им. Ф. Э. Дзержинского (Москва), с изучением китайского языка.
В 1987 году защитил кандидатскую диссертацию по теме «Политическая роль рабочего класса в КНР (1949—1957 гг.)».
В 1995 году защитил докторскую диссертацию по теме «Регламентация межэтнических отношений в КНР: теория и практика (50-е — 80-е годы)».

### Трудовая деятельность
- 1983—1986 гг. — аспирант Института Дальнего Востока АН СССР.
- 1986—1992 гг. — научный сотрудник Института уйгуроведения АН КазССР, Алма-Ата.
- 1992—1996 гг. — научный сотрудник Центра востоковедения АН Республики Казахстан.
- 1995—2000 гг. — научный сотрудник, заместитель директора Казахстанского института стратегических исследований при Президенте Республики Казахстан, Алматы.
- 1997 г. — координатор программы «Китай, Центральная, Юго-Восточная Азия» Информационно-аналитического центра «Kazakhstan».
- 2000—2005 гг. — руководитель информационно-аналитического отдела журнала «Континент», главный научный сотрудник Института востоковедения им. Р. Б. Сулейменова.
- 2003—2006 гг. — руководитель аналитического центра, ведущий эксперт Агентства по исследованию рентабельности инвестиций.
- С 2006 г. — главный научный сотрудник Казахстанского института стратегических исследований при Президенте Республики Казахстан[3].

### Арест
Константин Сыроежкин был задержан 19 февраля 2019 года. Позже стала появляться информация, что Сыроежкин обвиняется в государственной измене, однако, 20 мая казахстанский юрист Евгения Жовтиса заявил, что Сыроежкин якобы являлся российским гражданином и поэтому его будут обвинять не в госизмене, а в шпионаже. 7 октября 2019 года специализированным межрайонном судом Алматы по уголовным делам Сыроежкин был осужден к 10 годам лишения свободы по обвинению в государственной измене.  В заключении суда указано, что Константин Сыроежкин является гражданином Казахстана. Сторонние наблюдатели предположили, что Сыроежкин имел два гражданства. Подробности дела были засекречены, поэтому общественности было непонятно какой стране выпускник московской школы КГБ мог передавать секретные данные. Эксперты в СМИ предполагали связь Сыроежкина как с китайской стороной, так и с возможной его работой на российские структуры.
Был освобождён условно-досрочно в апреле 2024 года. Помилован президентом Казахстана Касым-Жомарт Токаевым с восстановлением в правах в июне 2024 года.

## Награды
- Почётный знак «За заслуги в развитии культуры и искусства» (27 марта 2017 года, Межпарламентская ассамблея СНГ) — за значительный вклад в формирование и развитие общего культурного пространства государств — участников Содружества Независимых Государств, в реализацию идей сотрудничества в сфере культуры и искусства[8].